# Lista de academias militares de Portugal
O seguinte anexo mostra uma lista das academias militares de Portugal.
O Decreto-Lei n.º 249/2015 de 28 de outubro, estabelece a organização da educação superior militar. De acordo com este diploma legal, a educação superior militar é desenvolvida pelo Instituto Universitário Militar e divide-se em:
- Educação Universitária: confere os graus de licenciado, de mestre e de doutor;
- Educação Politécnica: confere os graus de licenciado, de mestre e o diploma de técnico superior profissional[1].

Para ver as instituições de outros âmbitos deve consultar as seguintes listas:
| Instituições de educação superior | Instituições de educação superior | Subsistema                                           | Subsistema                                           |
| Instituições de educação superior | Instituições de educação superior | Universitário                                        | Politécnico                                          |
| --------------------------------- | --------------------------------- | ---------------------------------------------------- | ---------------------------------------------------- |
| Matriz                            | Civil                             | Instituições universitárias                          | Instituições politécnicas                            |
| Matriz                            | Militar                           | Instituições militares universitárias e politécnicas | Instituições militares universitárias e politécnicas |
| Matriz                            | Policial                          | Instituições policiais universitárias e politécnicas | Instituições policiais universitárias e politécnicas |

As denominações oficiais são as constantes dos respectivos diplomas de criação ou reconhecimento e dos respetivos Estatutos publicados no Diário da República.

## Corpos Comuns das Forças Armadas
| Instituição                     | Sede(s) | Região      | Subsistema                      | Dependência                             | Fundação |
| ------------------------------- | ------- | ----------- | ------------------------------- | --------------------------------------- | -------- |
| Instituto Universitário Militar | Lisboa  | Estremadura | Educação superior Universitária | Estado-Maior-General das Forças Armadas | 2005     |

## Exército

### Unidades Autónomas do Instituto Universitário Militar
| Instituição      | Sede(s)          | Região      | Subsistema                      | Dependência              | Fundação |
| ---------------- | ---------------- | ----------- | ------------------------------- | ------------------------ | -------- |
| Academia Militar | Amadora e Lisboa | Estremadura | Educação superior Universitária | Estado-Maior do Exército | 1959     |

### Instituições da Unidade Politécnica Militar do Instituto Universitário Militar
Departamento Politécnico do Exército
| Instituição                        | Sede(s)          | Região        | Subsistema                    | Dependência                               | Fundação |
| ---------------------------------- | ---------------- | ------------- | ----------------------------- | ----------------------------------------- | -------- |
| Escola de Sargentos do Exército    | Caldas da Rainha | Estremadura   | Educação superior Politécnica | Direção de Formação do Comando de Pessoal | 1981     |
| Escola das Armas                   | Mafra            | Estremadura   | Educação superior Politécnica | Direção de Formação do Comando de Pessoal | 2013     |
| Escola Prática dos Serviços        | Póvoa de Varzim  | Douro Litoral | Educação superior Politécnica | Direção de Formação do Comando de Pessoal | 2006     |
| Escola do Serviço de Saúde Militar | Lisboa           | Estremadura   | Educação superior Politécnica | Comando de Pessoal                        | 1979     |

### Antigas Academias do Exército
- Academia Real de Fortificação, Artilharia e Desenho. Lisboa (1641-1837)
- Escola do Exército. Lisboa (1837-1910)
- Escola de Guerra. Lisboa (1911-1919)
- Escola Militar. Lisboa (1919-1938)
- Escola do Exército. Lisboa (1938-1959)

## Armada

### Unidades Autónomas do Instituto Universitário Militar
| Instituição  | Sede(s) | Região      | Subsistema                      | Dependência            | Fundação |
| ------------ | ------- | ----------- | ------------------------------- | ---------------------- | -------- |
| Escola Naval | Almada  | Estremadura | Educação superior Universitária | Estado-Maior da Armada | 1845     |

### Instituições da Unidade Politécnica Militar do Instituto Universitário Militar
Departamento Politécnico de Marinha
| Instituição                  | Sede(s)  | Região      | Subsistema                    | Dependência                                     | Fundação |
| ---------------------------- | -------- | ----------- | ----------------------------- | ----------------------------------------------- | -------- |
| Escola de Tecnologias Navais | Almada   | Estremadura | Educação superior Politécnica | Estado-Maior da Armada                          | 2004     |
| Escola de Fuzileiros         | Barreiro | Estremadura | Educação superior Politécnica | Comando do Corpo de Fuzileiros do Comando Naval | 1951     |

### Antigas Academias de Marinha
- Escola de Sagres. Vila do Bispo (1559-1782)
- Aula da Esfera e Lição do Cosmógrafo-Mor. Lisboa (1590-1759)
- Academia Real dos Guardas-Marinhas. Lisboa (1782-1845)

## Força Aérea

### Unidades Autónomas do Instituto Universitário Militar
| Instituição             | Sede(s) | Região      | Subsistema                      | Dependência                 | Fundação |
| ----------------------- | ------- | ----------- | ------------------------------- | --------------------------- | -------- |
| Academia da Força Aérea | Sintra  | Estremadura | Educação superior Universitária | Estado-Maior da Força Aérea | 1977     |

### Instituições da Unidade Politécnica Militar do Instituto Universitário Militar
Departamento Politécnico da Força Aérea
| Instituição                                         | Sede(s)   | Região        | Subsistema                    | Dependência                                    | Fundação |
| --------------------------------------------------- | --------- | ------------- | ----------------------------- | ---------------------------------------------- | -------- |
| Centro de Formação Militar e Técnica da Força Aérea | Alenquer  | Estremadura   | Educação superior Politécnica | Departamento de Formação do Comando de Pessoal | 1992     |
| Centro de Treino Cinotécnico da Força Aérea         | Ovar      | Beira Litoral | Educação superior Politécnica | Comando Aéreo                                  |          |
| Centro de Treino de Sobrevivência da Força Aérea    | Montijo   | Estremadura   | Educação superior Politécnica | Comando Aéreo                                  | 1976     |
| Núcleo da Proteção da Força                         | Alcochete | Estremadura   | Educação superior Politécnica | Comando Aéreo                                  |          |

## GNR

### Instituições da Unidade Politécnica Militar do Instituto Universitário Militar
Departamento Politécnico da GNR
| Instituição      | Sede(s)                              | Região                                     | Subsistema                    | Dependência   | Fundação |
| ---------------- | ------------------------------------ | ------------------------------------------ | ----------------------------- | ------------- | -------- |
| Escola da Guarda | Sintra, Figueira da Foz e Portalegre | Estremadura, Beira Litoral e Alto Alentejo | Educação superior Politécnica | Comando-Geral | 1993     |